# Jyri Häkämies
Jyri Jukka Häkämies, född 30 augusti 1961 i Karhula (numera en stadsdel i Kotka), Finland, är en finländsk politiker som representerar Samlingspartiet. Han var 2007-2011 försvarsminister i Finland, först i Regeringen Vanhanen II och därefter i Regeringen Kiviniemi. Efter valet 2011 var han näringsminister i regeringen Katainen. Jyri Häkämies avgick som näringsminister i Regeringen Katainen den 16 november 2012 efter att ha tagit emot posten som verkställande direktör på Finlands Näringsliv EK.

## Utmärkelser
- Militärens förtjänstmedalj,  4 juni 2008[1]
- Storkorsriddare av Republiken Italiens förtjänstorden,  5 september 2008[2]
- Kommendörstecknet av Finlands Vita Ros’ orden,  6 december 2009[3]
- Finlands Reservofficersförbunds förtjänstmedalj i guld,  4 juni 2012[4]
- Andra graden av Terra Mariana-korsets orden,  9 maj 2014[5]
- Kommendörstecknet av I klass av Finlands Vita Ros’ orden,  6 december 2023[6]

[Redigera Wikidata]